# Dents de Lanfon
Les dents de Lanfon, anciennement roc de Lanfon, sont une montagne de France située en Haute-Savoie, au-dessus du lac d'Annecy.

## Géographie

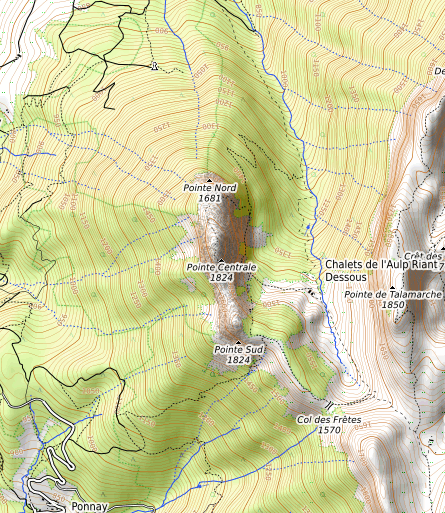
Carte topographique.

La montagne aux pentes abruptes et boisées est couronnée d'une falaise de calcaire urgonien d'environ 200 mètres de hauteur. Fortement découpée par l'érosion, cette barre rocheuse forme trois pics principaux, la pointe Nord, la pointe Centrale avec 1 828 mètres d'altitude et la pointe Sud avec 1 791 mètres d'altitude.
Les dents de Lanfon dominent Talloires et Menthon-Saint-Bernard sur les bords du lac d'Annecy à l'ouest où elles présentent leur face la plus connue, Bluffy et son col qui les séparent du mont Veyrier au nord-ouest, Alex et la vallée du Fier au nord, les Grandes Lanches à l'est et le Lanfonnet par-delà le col des Frêtes au sud-est ; la Tournette, plus haut sommet des environs avec 2 350 mètres d'altitude, est située au sud-est après le col des Nantets.
Les falaises des dents de Lanfon et leur situation privilégiée au-dessus du lac d'Annecy en font un itinéraire classique d'escalade.

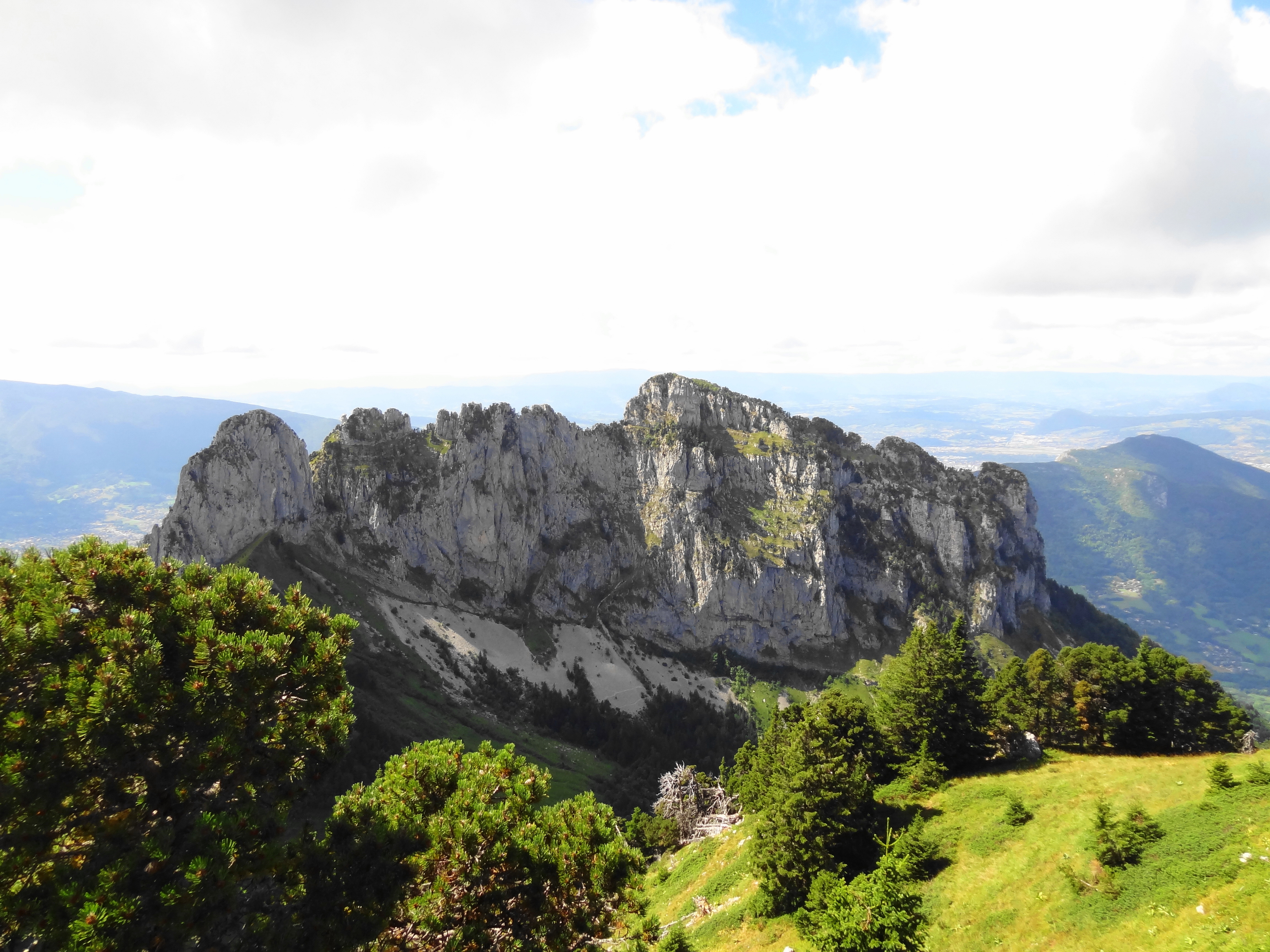
Les dents de Lanfon vues depuis les Grandes Lanches à l'est.

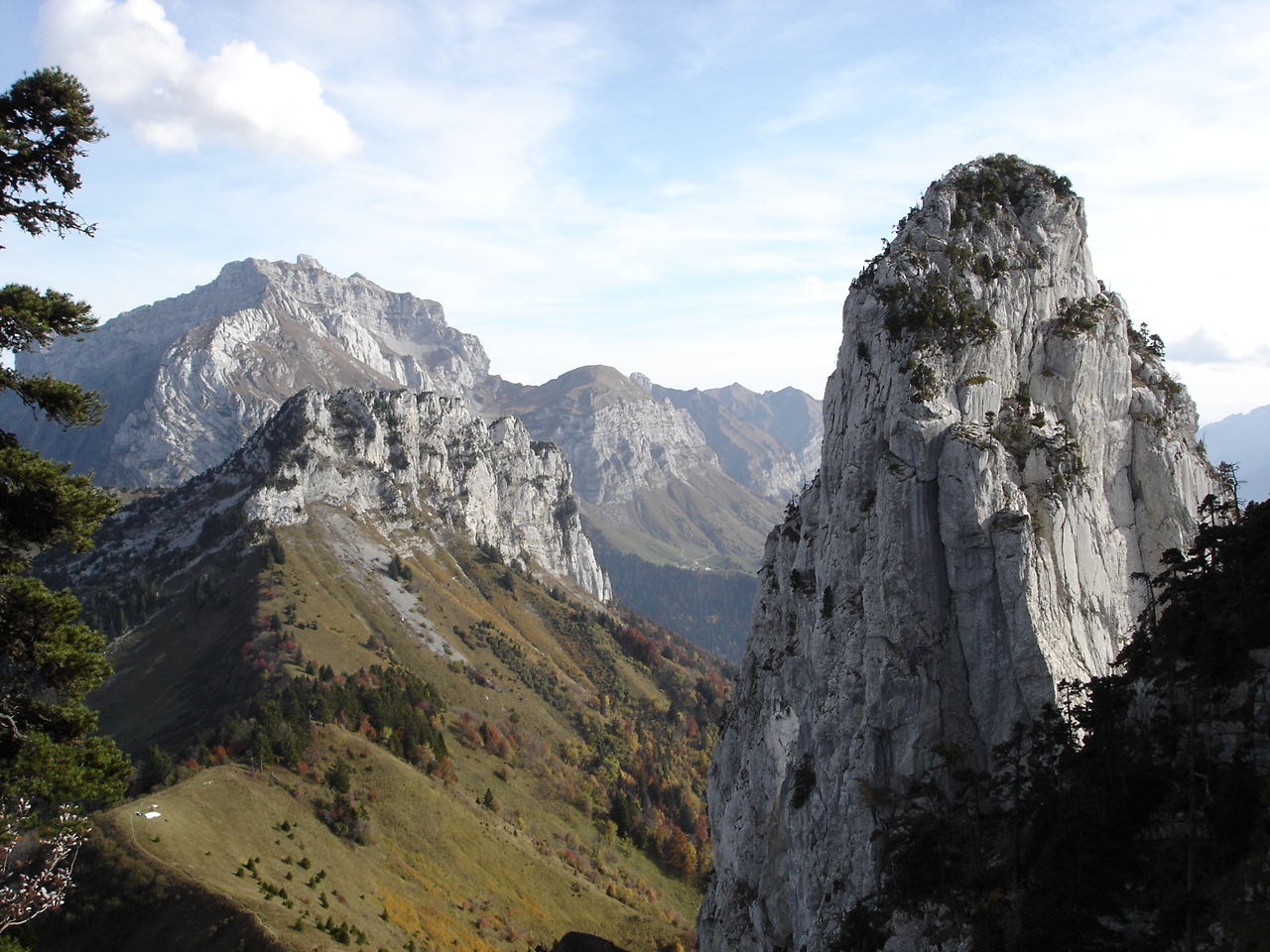
Vue de la Tournette (à gauche dans le lointain), du Lanfonnet (à gauche) et de la pointe Sud des dents de Lanfon (à droite).